# Abel Serdio
Abel Serdio Guntín (Avilés, 16 de abril de 1994) é um jogador de handebol espanhol.

## Carreira
Treinou na prolífica equipa juvenil do Grupo Desportivo Bosco de Avilés desde as categorias cadete até às categorias de base (2009 a 2012). Já como sénior, jogou na Atlética Avilesina da Primera Nacional de handebol na temporada 2012/2013 e no AB Gijón Jovellanos da División de Honor Plata e na liga ASOBAL durante três temporadas (2013 a 2016).
Estreou pela seleção em 24 de outubro de 2018 na vitória da Espanha por 28 a 29 sobre a seleção sueca de handebol na Eurocopa. Nos Jogos Olímpicos de Verão de 2024, em Paris, conquistou a medalha de bronze no torneio masculino do handebol, após vencer confronto contra a equipe eslovena por 23–22 na disputa pelo terceiro lugar.